# مالتشوفتسي
مالتشوفتسي (بالبلغارية: Малчовци)‏ قرية تقع إدارياً ضمن تريافنا في بلغاريا. ويبلغ عدد سكانها 1 نسمة حسب تعداد 15 مارس 2015. تعتمد مالتشوفتسي للبريد على الرمز البريدي 5367.